# طارق الفرسانی
طارق الفرسانی (انگلیسی: Tareq Al-Farsani؛ زادهٔ ۱ ژانویهٔ ۱۹۷۵) بدن‌ساز اهل بحرین است. وی در بازی‌های آسیایی ۲۰۰۲ و بازی‌های آسیایی ۲۰۰۶ به مدال طلا دست یافته است.